# 水谷東
水谷東（みずたにひがし）は、埼玉県富士見市の町名。現行行政地名は水谷東一丁目から三丁目。住居表示実施地区。郵便番号は354-0013。

## 地理
富士見市の南東部の新河岸川沿いの低地に位置する。屈曲する新河岸川の旧流路（旧新河岸川）があり、志木市上宗岡一丁目との境を成している。そのため境界線は錯綜し、地域の一部が新河岸川の左岸に位置している。東武東上線柳瀬川駅東口が最寄り駅となっている。地内は主に戸建ての住宅地となっている。南部を柳瀬川が流れ、志木市役所が近い。

## 歴史

### 沿革
- 1978年（昭和53年）10月1日 - 住居表示の実施により[6]、大字水子の一部から水谷東一丁目から三丁目が成立[5]。名称は旧水谷村の東部に位置することから。

## 世帯数と人口
2017年（平成29年）9月30日現在の世帯数と人口は以下の通りである。
| 丁目         | 世帯数    | 人口    |
| ------------ | --------- | ------- |
| 水谷東一丁目 | 381世帯   | 834人   |
| 水谷東二丁目 | 1,015世帯 | 2,324人 |
| 水谷東三丁目 | 1,023世帯 | 2,238人 |
| 計           | 2,419世帯 | 5,396人 |

## 小・中学校の学区
市立小・中学校に通う場合、学区（校区）は以下の通りとなる。
| 丁目         | 番地 | 小学校                 | 中学校               |
| ------------ | ---- | ---------------------- | -------------------- |
| 水谷東一丁目 | 全域 | 富士見市立水谷東小学校 | 富士見市立水谷中学校 |
| 水谷東二丁目 | 全域 | 富士見市立水谷東小学校 | 富士見市立水谷中学校 |
| 水谷東三丁目 | 全域 | 富士見市立水谷東小学校 | 富士見市立水谷中学校 |

## 交通
地内に鉄道は敷設されていない。東武東上本線の柳瀬川駅（志木市）が最寄り駅である。

### 道路
- 浦和所沢バイパス（国道254号・国道463号（重複））
- 埼玉県道266号ふじみ野朝霞線

## 施設
1丁目
- さくら記念病院
- 水谷東一丁目集会所

2丁目
- 富士見水谷東郵便局
- 水谷東出張所
- 第二保育所
- 水谷東二丁目集会所

3丁目
- 笠間稲荷神社
- 水谷東三丁目集会所

なお、富士見市立水谷東小学校は大字水子に所在する。